# Nenad Krstić
Nenad Krstić (in serbo Ненад Крстић?; Kraljevo, 25 luglio 1983) è un ex cestista serbo, professionista nella NBA e in Europa.

## Caratteristiche tecniche
È un centro abile a rimbalzo e nella metacampo offensiva, dov'è in grado di tirare dalla media distanza oltre a essere un discreto tiratore di liberi.

## Carriera

### Partizan Belgrado
Dal 2000 al 2004 ha militato in Serbia nel Partizan Belgrado.

### Nella NBA
Venne scelto al 24º posto nel draft del 2002 dai New Jersey Nets, ma fino al 2004 giocò nel Partizan Belgrado. Alla prima stagione da rookie con i Nets (2004-2005) chiuse con 10 punti e 5,3 rimbalzi di media a partita. Quell'anno i Nets disputarono i play-off ma uscirono al primo turno perdendo 4-0 la serie contro i Miami Heat. Nelle quattro partite disputate contro la franchigia di Pat Riley Krstić segnò 18,3 punti e 7,5 rimbalzi di media.
A fine anno fu inserito nel secondo quintetto ideale dei rookie.
L'anno successivo le sue cifre migliorarono ancora: chiuse infatti la regular season con 13,5 e 6,4 rimbalzi. Anche quell'anno i Nets arrivarono ai play-off e al primo turno eliminarono gli Indiana Pacers ma persero al secondo turno ancora contro i Miami Heat, che avrebbero vinto il titolo nella finale con i Dallas Mavericks.
In questa stagione giocò solo 26 partite di regular season per colpa di un gravissimo infortunio al legamento crociato che lo tenne fuori gioco per tutto il campionato e per parte di quello successivo.
Al ritorno in campo dopo l'infortunio non ebbe più il minutaggio che aveva negli anni precedenti e a fine anno accettò la ricca offerta dei russi del Zenit S. Pietroburgo e quindi decise di tornare a giocare in Europa. Dopo pochi mesi però tornò in NBA, ingaggiato dagli Oklahoma City Thunder. Il 24 febbraio 2011 passa ai Boston Celtics insieme a Jeff Green per Kendrick Perkins e Nate Robinson.

### CSKA Mosca
Il 22 giugno 2011 firma un contratto biennale con i russi del CSKA Mosca.

## Statistiche

### NBA

#### Regular Season
| Anno      | Squadra          | PG  | PT  | MP   | TC%  | 3P%  | TL%  | RP  | AP  | PRP | SP  | PP   |
| --------- | ---------------- | --- | --- | ---- | ---- | ---- | ---- | --- | --- | --- | --- | ---- |
| 2004-2005 | N.J. Nets        | 75  | 57  | 26,2 | 49,3 | 0,0  | 72,5 | 5,3 | 1,0 | 0,4 | 0,8 | 10,0 |
| 2005-2006 | N.J. Nets        | 80  | 80  | 30,9 | 50,7 | 25,0 | 69,8 | 6,4 | 1,1 | 0,4 | 0,8 | 13,5 |
| 2006-2007 | N.J. Nets        | 26  | 26  | 32,6 | 52,6 | 0,0  | 71,1 | 6,8 | 1,8 | 0,4 | 0,9 | 16,4 |
| 2007-2008 | N.J. Nets        | 45  | 38  | 18,0 | 41,0 | 0,0  | 75,4 | 4,4 | 0,6 | 0,2 | 0,4 | 6,6  |
| 2008-2009 | Oklahoma Thunder | 46  | 29  | 24,8 | 46,9 | -    | 79,7 | 5,5 | 0,6 | 0,5 | 1,1 | 9,7  |
| 2009-2010 | Oklahoma Thunder | 76  | 76  | 22,9 | 50,2 | 20,0 | 71,7 | 5,0 | 0,7 | 0,4 | 0,6 | 8,4  |
| 2010-2011 | Oklahoma Thunder | 47  | 47  | 21,7 | 49,8 | -    | 80,3 | 4,4 | 0,4 | 0,4 | 0,4 | 7,6  |
| 2010-2011 | Boston Celtics   | 24  | 20  | 23,0 | 53,7 | -    | 75,0 | 5,3 | 0,3 | 0,3 | 0,3 | 9,1  |
| Carriera  | Carriera         | 419 | 373 | 25,2 | 49,4 | 14,3 | 73,0 | 5,4 | 0,8 | 0,4 | 0,7 | 10,0 |

#### Playoffs
| Anno     | Squadra          | PG | PT | MP   | TC%  | 3P% | TL%  | RP  | AP  | PRP | SP  | PP   |
| -------- | ---------------- | -- | -- | ---- | ---- | --- | ---- | --- | --- | --- | --- | ---- |
| 2005     | N.J. Nets        | 4  | 4  | 38,5 | 56,3 | -   | 79,2 | 7,5 | 1,8 | 0,3 | 0,5 | 18,3 |
| 2006     | N.J. Nets        | 11 | 11 | 33,3 | 50,4 | -   | 71,1 | 6,8 | 0,7 | 0,5 | 0,9 | 14,7 |
| 2010     | Oklahoma Thunder | 6  | 6  | 21,5 | 40,5 | -   | 92,9 | 5,8 | 0,7 | 0,5 | 0,7 | 7,2  |
| 2011     | Boston Celtics   | 7  | 0  | 8,0  | 62,5 | -   | 66,7 | 1,7 | 0,3 | 0,0 | 0,6 | 1,7  |
| Carriera | Carriera         | 28 | 21 | 25,2 | 50,5 | -   | 76,7 | 5,4 | 0,8 | 0,3 | 0,7 | 10,4 |

### Eurolega
| Anno      | Squadra      | PG  | PT | MP   | TC%  | 3P%  | TL%  | RP  | AP  | PRP | SP  | PP   |
| --------- | ------------ | --- | -- | ---- | ---- | ---- | ---- | --- | --- | --- | --- | ---- |
| 2001-2002 | Partizan     | 13  | 8  | 19,7 | 38,6 | 0,0  | 59,5 | 4,4 | 0,2 | 0,5 | 0,6 | 4,8  |
| 2002-2003 | Partizan     | 10  | 7  | 30,1 | 48,9 | -    | 71,7 | 6,2 | 0,9 | 1,2 | 0,6 | 12,8 |
| 2003-2004 | Partizan     | 9   | 7  | 24,8 | 60,0 | 0,0  | 72,1 | 2,9 | 0,6 | 0,2 | 1,0 | 13,4 |
| 2011-2012 | CSKA Mosca   | 22  | 18 | 24,5 | 62,9 | -    | 78,6 | 5,5 | 0,6 | 0,5 | 0,5 | 14,2 |
| 2012-2013 | CSKA Mosca   | 29  | 7  | 23,4 | 61,3 | 100  | 73,8 | 4,4 | 1,0 | 0,3 | 0,7 | 13,0 |
| 2013-2014 | CSKA Mosca   | 29  | 15 | 19,4 | 50,2 | 60,0 | 63,0 | 3,2 | 0,8 | 0,3 | 0,6 | 9,6  |
| 2014-2015 | Anadolu Efes | 20  | 10 | 21,5 | 58,2 | -    | 81,8 | 5,0 | 1,3 | 0,3 | 0,5 | 13,0 |
| Carriera  | Carriera     | 132 | 72 | 22,7 | 56,2 | 50,0 | 73,5 | 4,5 | 0,8 | 0,4 | 0,6 | 11,7 |

## Palmarès

### Squadra
- YUBA liga: 3

Partizan Belgrado: 2001-02, 2002-03, 2003-04
- Coppa di Jugoslavia: 1

Partizan Belgrado: 2002
- Coppa di Turchia: 1

Anadolu Efes: 2014-15
- Coppa del Presidente: 1

Anadolu Efes: 2015
- Campionato russo: 2

CSKA Mosca: 2011-12, 2012-13
- VTB United League: 3

CSKA Mosca: 2011-12, 2012-13, 2013-14

### Individuale
- NBA All-Rookie Second Team: 1

2004-05
- All-Euroleague First Team: 2

CSKA Mosca: 2011-12, 2012-13

## Controversie
Nell'agosto 2010 è stato arrestato in seguito ad una violenta rissa scoppiata durante la partita amichevole tra Grecia e Serbia nel Torneo dell'Acropoli, giocato in preparazione del Campionato mondiale maschile di pallacanestro 2010. Nell'episodio - che ha coinvolto praticamente tutti i componenti di entrambe le squadre, e causato la sospensione della partita - Krstić, dopo essere venuto alle mani con diversi giocatori ellenici (ed in particolar modo anche con Sofoklīs Schortsianitīs), ha scagliato nel mucchio una sedia che si trovava nel parterre nei pressi del campo di gioco, colpendo alla testa il lungo Iōannīs Mpourousīs (quella sera in borghese), causandogli una ferita sanguinante. A seguito della vicenda, la FIBA ha condannato le violenze, definendo il comportamento dei giocatori coinvolti come «inaccettabile, soprattutto da giocatori che hanno il ruolo importante di essere visti come modelli dai giovani».